# ベレスク橋
ベレスク橋（ベレスクばし、ペルシア語: پلورسک、英語: Veresk Bridge）は、イラン北部にある組積造のアーチ橋。
第44回世界遺産委員会にて世界遺産に推薦されたが登録延期となった。
レザー・シャー治世中の1934年から1935年にかけて、イタリアのエンジニアCesare Delleaniの指導により、イタリアImpresa GR Pizzagalli＆Cによって建設された。
マーザンダラーン州サヴァドク郡ベレスク地区にある。